# Ash Baker
Ashley Thomas Baker, detto Ash (Bridgend, 30 ottobre 1996), è un calciatore gallese, difensore dei The New Saints.

## Carriera

### Club
Cresciuto nel settore giovanile del Cardiff City, il 22 gennaio 2017 passa allo Sheffield Wednesday. Il 25 aprile 2018 rinnova fino al 2020 e il 6 maggio esordisce tra i professionisti, nella partita di campionato vinta per 5-1 contro il Norwich City. Nella stagione 2021-2022 ha giocato 2 partite nei turni preliminari di Conference League con i gallesi del The New Saints, con cui ha poi giocato ulteriori 8 presenze nei turni preliminari delle varie competizioni UEFA per club nel corso delle successive tre stagioni, disputando poi anche 2 partite nella fase finale della UEFA Conference League 2024-2025.

### Nazionale
Nel 2013 ha giocato una partita con la nazionale gallese Under-19.
Ha esordito con la nazionale under-21 gallese il 7 settembre 2018, in occasione della partita vinta per 2-1 contro il Liechtenstein, valida per le qualificazioni all'Europeo 2019, giocando da titolare l'intero match.

## Statistiche

### Presenze e reti nei club
Statistiche aggiornate al 7 ottobre 2018.
| Stagione                   | Squadra                    | Campionato                 | Campionato | Campionato | Coppe nazionali | Coppe nazionali | Coppe nazionali | Coppe continentali | Coppe continentali | Coppe continentali | Altre coppe | Altre coppe | Altre coppe | Totale | Totale |
| Stagione                   | Squadra                    | Comp                       | Pres       | Reti       | Comp            | Pres            | Reti            | Comp               | Pres               | Reti               | Comp        | Pres        | Reti        | Pres   | Reti   |
| -------------------------- | -------------------------- | -------------------------- | ---------- | ---------- | --------------- | --------------- | --------------- | ------------------ | ------------------ | ------------------ | ----------- | ----------- | ----------- | ------ | ------ |
| 2017-2018                  | Sheffield Wednesday        | FLC                        | 1          | 0          | FACup+CdL       | 0+0             | 0               | -                  | -                  | -                  | -           | -           | -           | 1      | 0      |
| 2018-2019                  | Sheffield Wednesday        | FLC                        | 11         | 0          | FACup+CdL       | 0+1             | 0               | -                  | -                  | -                  | -           | -           | -           | 12     | 0      |
| Totale Sheffield Wednesday | Totale Sheffield Wednesday | Totale Sheffield Wednesday | 12         | 0          |                 | 1               | 0               |                    | -                  | -                  |             | -           | -           | 13     | 0      |
| Totale carriera            | Totale carriera            | Totale carriera            | 12         | 0          |                 | 1               | 0               |                    | -                  | -                  |             | -           | -           | 13     | 0      |

## Palmarès

### Club

#### Competizioni nazionali
- Campionato gallese: 4

The New Saints: 2021-2022, 2022-2023, 2023-2024, 2024-2025
- Coppa del Galles: 3

The New Saints: 2021-2022, 2022-2023, 2024-2025
- Coppa di Lega gallese: 2

The New Saints: 2023-2024, 2024-2025